# Live at the Fillmore
Live at the Fillmore (englisch für Live im Fillmore) ist ein Livealbum der US-amerikanischen Rap-Gruppe Cypress Hill. Es erschien am 4. Dezember 2000 über die Labels Ruffhouse sowie Columbia Records und wurde am 16. August 2000 bei einem Konzert der Band im Musiktheater The Fillmore in San Francisco aufgenommen.

## Inhalt
Die auf dem Livealbum enthaltenen Lieder stammen aus den vorher veröffentlichten Studioalben der Gruppe. So sind sieben Songs aus dem Album Black Sunday, fünf Tracks aus dem Debütalbum Cypress Hill, drei Stücke aus dem Album IV sowie zwei Titel des Albums Skull & Bones vertreten. Lediglich vom Album III: Temples of Boom wurden keine Lieder entnommen. Außerdem befindet sich ein Remix des Songs Checkmate als Hidden Track am Ende des Albums.

## Produktion
Das komplette Album wurde von Cypress Hills Produzent DJ Muggs für die Soul Assassins produziert, arrangiert und gemixt.

## Covergestaltung
Das Albumcover zeigt ein Foto der Gruppe bei ihrem Auftritt. Im Vordergrund sieht man das jubelnde Publikum mit ausgestreckten Armen und im Hintergrund das Bühnenbild. Im oberen Teil des Covers befinden sich die weißen Schriftzüge Cypress Hill und Live at the Fillmore auf schwarzem Grund.

## Titelliste
| #  | Titel                                          | Länge | Album         |
| -- | ---------------------------------------------- | ----- | ------------- |
| 1  | Hand on the Pump                               | 3:55  | Cypress Hill  |
| 2  | Real Estate                                    | 3:17  | Cypress Hill  |
| 3  | How I Could Just Kill a Man                    | 3:22  | Cypress Hill  |
| 4  | Insane in the Brain                            | 3:36  | Black Sunday  |
| 5  | Pigs                                           | 2:34  | Cypress Hill  |
| 6  | Looking Through the Eye of a Pig               | 8:02  | IV            |
| 7  | Cock the Hammer                                | 3:43  | Black Sunday  |
| 8  | Checkmate                                      | 3:30  | IV            |
| 9  | Can’t Get the Best of Me                       | 3:59  | Skull & Bones |
| 10 | Lick a Shot                                    | 3:37  | Black Sunday  |
| 11 | A to the K                                     | 4:55  | Black Sunday  |
| 12 | I Ain’t Goin’ Out Like That                    | 3:37  | Black Sunday  |
| 13 | I Wanna Get High                               | 2:11  | Black Sunday  |
| 14 | Stoned Is the Way of the Walk                  | 1:58  | Cypress Hill  |
| 15 | Hits from the Bong                             | 2:52  | Black Sunday  |
| 16 | Riot Starter                                   | 3:49  | IV            |
| 17 | (Rock) Superstar                               | 6:06  | Skull & Bones |
| 18 | Checkmate (Hang ’Em High Remix) (Hidden Track) | 4:01  |               |

## Chartplatzierungen
Live at the Fillmore erreichte in den österreichischen Charts Platz 47, in der Schweiz Rang 82 und in den Vereinigten Staaten Position 119. In den deutschen Top 100 konnte sich das Album nicht platzieren.

## Rezeption
| Professionelle Bewertungen | Professionelle Bewertungen |
| -------------------------- | -------------------------- |
| Kritiken                   |                            |
| laut.de                    | [ 3 ]                      |
| allmusic                   | [ 4 ]                      |

Von laut.de bekam das Album drei von möglichen fünf Punkten. Der Rezensent Eberhard Dobler schreibt, dass „die Qualität der Live-Aufnahme sich sehen lassen kann“ und der Rap von B-Real und Sen Dog klinge, „als hätten sie das Studio nie verlassen.“ Allerdings sei „die intensive Power eines Cypress-Gigs auf Platte nur zu erahnen“ und „über den Zugewinn eines solchen Releases“ ließe sich streiten.